# Twenty20 Cup 2012
Der Twenty20 Cup 2012 (aus Sponsoringgründen als Friends Life t20 bezeichnet) war die zehnte Saison der englischen Twenty20-Meisterschaft. Sieger waren die Hampshire Royals, die sich im Finale im Sophia Gardens mit 10 Runs gegen Yorkshire Carnegie durchsetzten.

## Format
Die 18 First-Class-Counties wurden nach regionalen Gesichtspunkten in drei Gruppen mit jeweils sechs Mannschaften aufgeteilt. In dieser Gruppenphase spielte jede Mannschaft einer Gruppe jeweils zweimal gegen jede andere. Nach dessen Abschluss qualifizierten sich die Gruppensieger, -zweiten sowie die beiden besten Gruppendritten für die Viertelfinale. Die Halbfinale wurden dann zusammen mit dem Finale, vermarktet als Finals Day, an einem Tag ausgetragen. Das Format war daher in dieser Saison dasselbe wie 2008 und 2009, wodurch sich die Anzahl der Spiele im Vergleich zur Saison 2011 um 54 reduzierte, da die Mannschaften in drei, und nicht in zwei Gruppen gegeneinander antraten.

## Gruppenphase

### Midlands/Wales/West Division
Tabelle
| Midlands/Wales/West Division | Sp. | S | N | NR | P  | NRR    |
| ---------------------------- | --- | - | - | -- | -- | ------ |
| Somerset                     | 10  | 5 | 2 | 3  | 13 | +0.275 |
| Gloucestershire Gladiators   | 10  | 4 | 2 | 4  | 12 | +0.248 |
| Worcestershire Royals        | 10  | 4 | 3 | 3  | 11 | +0.578 |
| Warwickshire Bears           | 10  | 4 | 3 | 3  | 11 | −0.033 |
| Welsh Dragons                | 10  | 2 | 3 | 5  | 9  | −0.708 |
| Northamptonshire Steelbacks  | 10  | 1 | 7 | 2  | 4  | −0.611 |

### Spiele
| 13. Juni Scorecard | Taunton | Somerset 191-6 (20)          | – | Warwickshire Bears 128 (18.5) |
|                    |         | Somerset gewinnt mit 63 Runs |   |                               |

| 14. Juni Scorecard | Bristol | Gloucestershire Gladiators | – | Somerset |
|                    |         | Spiel abgesagt             |   |          |

| 14. Juni Scorecard | Northampton | Northamptonshire Steelbacks 70-3 (9.3) | – | Welsh Dragons |
|                    |             | No Result                              |   |               |

| 15. Juni Scorecard | Birmingham | Warwickshire Bears | – | Worcestershire Royals |
|                    |            | Spiel abgesagt     |   |                       |

| 17. Juni Scorecard | Cardiff | Warwickshire Bears 141-5 (18)            | – | Welsh Dragons 62-1 (8) |
|                    |         | Dragons gewinnen mit 5 Runs (D/L method) |   |                        |

| 17. Juni Scorecard | Worcester | Worcestershire Royals 213-2 (20)   | – | Gloucestershire Gladiators 166 (18.5) |
|                    |           | Worcestershire gewinnt mit 47 Runs |   |                                       |

| 17. Juni Scorecard | Taunton | Northamptonshire Steelbacks 137-5 (20) | – | Somerset 141-5 (19.5) |
|                    |         | Somerset gewinnt mit 5 Wickets         |   |                       |

| 19. Juni Scorecard | Birmingham | Northamptonshire Steelbacks 149-4 (20) | – | Warwickshire Bears 152-4 (19) |
|                    |            | Warwickshire gewinnt mit 6 Wickets     |   |                               |

| 21. Juni Scorecard | Birmingham | Somerset 59-1 (7.1) | – | Warwickshire Bears |
|                    |            | No Result           |   |                    |

| 22. Juni Scorecard | Bristol | Gloucestershire Gladiators 139-9 (20) | – | Northamptonshire Steelbacks 131-8 (20) |
|                    |         | Gloucestershire gewinnt mit 8 Runs    |   |                                        |

| 22. Juni Scorecard | Taunton | Welsh Dragons 178-5 (20)       | – | Somerset 182-6 (19.5) |
|                    |         | Somerset gewinnt mit 4 Wickets |   |                       |

| 22. Juni Scorecard | Worcester | Worcestershire Royals 120-7 (20)   | – | Warwickshire Bears 123-2 (16.3) |
|                    |           | Warwickshire gewinnt mit 8 Wickets |   |                                 |

| 23. Juni Scorecard | Northampton | Worcestershire Royals 142-5 (20)   | – | Northamptonshire Steelbacks 128-5 (20) |
|                    |             | Worcestershire gewinnt mit 14 Runs |   |                                        |

| 23. Juni Scorecard | Cardiff | Welsh Dragons  | – | Gloucestershire Gladiators |
|                    |         | Spiel abgesagt |   |                            |

| 26. Juni Scorecard | Northampton | Northamptonshire Steelbacks 115-6 (20) | – | Somerset 116-3 (13.4) |
|                    |             | Somerset gewinnt mit 7 Wickets         |   |                       |

| 27. Juni Scorecard | Bristol | Gloucestershire Gladiators 122-7 (20) | – | Warwickshire Bears 125-3 (18.1) |
|                    |         | Warwickshire gewinnt mit 7 Wickets    |   |                                 |

| 29. Juni Scorecard | Taunton | Somerset 140-8 (20)                   | – | Gloucestershire Gladiators 141-1 (14.4) |
|                    |         | Gloucestershire gewinnt mit 9 Wickets |   |                                         |

| 29. Juni Scorecard | Worcester | Worcestershire Royals 164-5 (20)   | – | Welsh Dragons 145-6 (20) |
|                    |           | Worcestershire gewinnt mit 19 Runs |   |                          |

| 29. Juni Scorecard | Northampton | Northamptonshire Steelbacks 153-7 (20) | – | Warwickshire Bears 154-3 (16.1) |
|                    |             | Warwickshire gewinnt mit 7 Wickets     |   |                                 |

| 30. Juni Scorecard | Cardiff | Welsh Dragons 110-9 (20)               | – | Northamptonshire Steelbacks 111-1 (13.1) |
|                    |         | Northamptonshire gewinnt mit 9 Wickets |   |                                          |

| 1. Juli Scorecard | Taunton | Worcestershire Royals 173-7 (20)   | – | Somerset 119 (19.1) |
|                   |         | Worcestershire gewinnt mit 54 Runs |   |                     |

| 2. Juli Scorecard | Bristol | Gloucestershire Gladiators | – | Welsh Dragons |
|                   |         | Spiel abgesagt             |   |               |

| 3. Juli Scorecard | Cardiff | Welsh Dragons  | – | Worcestershire Royals |
|                   |         | Spiel abgesagt |   |                       |

| 5. Juli Scorecard | Bristol | Worcestershire Royals 159-6 (20)      | – | Gloucestershire Gladiators 160-3 (18) |
|                   |         | Gloucestershire gewinnt mit 7 Wickets |   |                                       |

| 6. Juli Scorecard | Cardiff | Welsh Dragons  | – | Somerset |
|                   |         | Spiel abgesagt |   |          |

| 6. Juli Scorecard | Worcester | Worcestershire Royals | – | Northamptonshire Steelbacks |
|                   |           | Spiel abgesagt        |   |                             |

| 6. Juli Scorecard | Birmingham | Warwickshire Bears | – | Gloucestershire Gladiators |
|                   |            | Spiel abgesagt     |   |                            |

| 8. Juli Scorecard | Northampton | Northamptonshire Steelbacks 31-4 (8.3)             | – | Gloucestershire Gladiators 23-2 (2.2) |
|                   |             | Gloucestershire gewinnt mit 8 Wickets (D/L method) |   |                                       |

| 8. Juli Scorecard | Birmingham | Welsh Dragons 173-5 (20)                  | – | Warwickshire Bears 61-4 (9) |
|                   |            | Dragons gewinnen mit 22 Runs (D/L method) |   |                             |

| 8. Juli Scorecard | Worcester | Worcestershire Royals 119-7 (20) | – | Somerset 120-3 (18.5) |
|                   |           | Somerset gewinnt mit 7 Wickets   |   |                       |

### North Division
Tabelle
| North Division          | Sp. | S | N | U | NR | P  | NRR    |
| ----------------------- | --- | - | - | - | -- | -- | ------ |
| Yorkshire Carnegie      | 10  | 7 | 1 | 0 | 2  | 16 | +0.863 |
| Nottinghamshire Outlaws | 10  | 5 | 1 | 0 | 4  | 14 | +1.877 |
| Durham Dynamos          | 10  | 4 | 4 | 1 | 1  | 10 | −0.251 |
| Lancashire Lightning    | 10  | 3 | 4 | 1 | 2  | 9  | +0.106 |
| Derbyshire Falcons      | 10  | 2 | 6 | 0 | 2  | 6  | −0.561 |
| Leicestershire Foxes    | 10  | 2 | 7 | 0 | 1  | 5  | −1.352 |

### Spiele
| 12. Juni Scorecard | Leicester | Leicestershire Foxes 96 (17.3)        | – | Nottinghamshire Outlaws 98-4 (13) |
|                    |           | Nottinghamshire gewinnt mit 6 Wickets |   |                                   |

| 14. Juni Scorecard | Derby | Lancashire Lightning 168-6 (20)             | – | Derbyshire Falcons 118-5 (11.3) |
|                    |       | Derbyshire gewinnt mit 17 Runs (D/L method) |   |                                 |

| 15. Juni Scorecard | Leicester | Lancashire Lightning 154-6 (20) | – | Leicestershire Foxes 143-8 (20) |
|                    |           | Lancashire gewinnt mit 11 Runs  |   |                                 |

| 15. Juni Scorecard | Nottingham | Nottingham Outlaws | – | Derbyshire Falcons |
|                    |            | Spiel abgesagt     |   |                    |

| 15. Juni Scorecard | Leeds | Durham Dynamos 142-6 (20) | – | Yorkshire Carnegie 140-8 (20) |
|                    |       | Durham gewinnt mit 2 Runs |   |                               |

| 17. Juni Scorecard | Chester-le-Street | Durham Dynamos 114-5 (20)             | – | Nottinghamshire Outlaws 117-3 (16.2) |
|                    |                   | Nottinghamshire gewinnt mit 7 Wickets |   |                                      |

| 17. Juni Scorecard | Leeds | Yorkshire Carnegie 170-4 (20) | – | Leicestershire Foxes 148 (20) |
|                    |       | Yorkshire gewinnt mit 22 Runs |   |                               |

| 18. Juni Scorecard | Derby | Yorkshire Carnegie 150-5 (20) | – | Derbyshire Falcons 109 (20) |
|                    |       | Yorkshire gewinnt mit 41 Runs |   |                             |

| 20. Juni Scorecard | Manchester | Leicestershire Foxes 179-4 (20)  | – | Lancashire Lightning 180-2 (19) |
|                    |            | Lancashire gewinnt mit 8 Wickets |   |                                 |

| 20. Juni Scorecard | Derby | Derbyshire Falcons 141-6 (20) | – | Durham Dynamos 142-5 (18.5) |
|                    |       | Durham gewinnt mit 5 Wickets  |   |                             |

| 22. Juni Scorecard | Chester-le-Street | Yorkshire Carnegie 171-6 (20) | – | Durham Dynamos 159 (19.5) |
|                    |                   | Yorkshire gewinnt mit 12 Runs |   |                           |

| 22. Juni Scorecard | Leicester | Leicestershire Foxes 80-3 (8)     | – | Derbyshire Falcons 72-6 (8) |
|                    |           | Leicestershire gewinnt mit 8 Runs |   |                             |

| 22. Juni Scorecard | Manchester | Lancashire Lightning | – | Nottinghamshire Outlaws |
|                    |            | Spiel abgesagt       |   |                         |

| 24. Juni Scorecard | Scarborough | Nottinghamshire Outlaws 105-3 (14) | – | Yorkshire Carnegie |
|                    |             | No Result                          |   |                    |

| 25. Juni Scorecard | Manchester | Durham Dynamos 121 (19.2)        | – | Lancashire Lightning 122-2 (14) |
|                    |            | Lancashire gewinnt mit 8 Wickets |   |                                 |

| 27. Juni Scorecard | Chester-le-Street | Derbyshire Falcons 131-7 (20) | – | Durham Dynamos 132-2 (17.1) |
|                    |                   | Durham gewinnt mit 8 Wickets  |   |                             |

| 27. Juni Scorecard | Leicester | Yorkshire Carnegie 151-9 (20) | – | Leicestershire Foxes 147-9 (20) |
|                    |           | Yorkshire gewinnt mit 4 Runs  |   |                                 |

| 29. Juni Scorecard | Nottingham | Nottinghamshire Outlaws 210-3 (20)  | – | Durham Dynamos 169-9 (20) |
|                    |            | Nottinghamshire gewinnt mit 41 Runs |   |                           |

| 29. Juni Scorecard | Leeds | Yorkshire Carnegie 180-6 (20) | – | Lancashire Lightning 161-5 (20) |
|                    |       | Yorkshire gewinnt mit 19 Runs |   |                                 |

| 29. Juni Scorecard | Derby | Derbyshire Falcons 171-3 (20)        | – | Leicestershire Foxes 173-6 (20) |
|                    |       | Leicestershire gewinnt mit 4 Wickets |   |                                 |

| 1. Juli Scorecard | Chester-le-Street | Leicestershire Foxes 114-7 (20) | – | Durham Dynamos 117-1 (13.2) |
|                   |                   | Durham gewinnt mit 9 Wickets    |   |                             |

| 1. Juli Scorecard | Manchester | Lancashire Lightning 122-8 (20)  | – | Derbyshire Falcons 124-7 (18.5) |
|                   |            | Derbyshire gewinnt mit 3 Wickets |   |                                 |

| 3. Juli Scorecard | Nottingham | Lancashire Lightning 178-4 (20)                    | – | Nottinghamshire Outlaws 52-2 (4) |
|                   |            | Nottinghamshire gewinnt mit 8 Wickets (D/L method) |   |                                  |

| 5. Juli Scorecard | Nottingham | Nottinghamshire Outlaws 148-6 (20) | – | Yorkshire Carnegie 150-4 (17.4) |
|                   |            | Yorkshire gewinnt mit 6 Wickets    |   |                                 |

| 6. Juli Scorecard | Leicester | Leicestershire Foxes | – | Durham Dynamos |
|                   |           | Spiel abgesagt       |   |                |

| 6. Juli Scorecard | Derby | Derbyshire Falcons | – | Nottinghamshire Outlaws |
|                   |       | Spiel abgesagt     |   |                         |

| 6. Juli Scorecard | Manchester | Lancashire Lightning | – | Yorkshire Carnegie |
|                   |            | Spiel abgesagt       |   |                    |

| 8. Juli Scorecard | Chester-le-Street | Lancashire Lightning 133-8 (20) | – | Durham Dynamos 133-7 (20) |
|                   |                   | Unentschieden                   |   |                           |

| 8. Juli Scorecard | Nottingham | Nottinghamshire Outlaws 196-3 (20)  | – | Leicestershire Foxes 127-9 (20) |
|                   |            | Nottinghamshire gewinnt mit 69 Runs |   |                                 |

| 8. Juli Scorecard | Leeds | Yorkshire Carnegie 180-5 (20) | – | Derbyshire Falcons 159-9 (20) |
|                   |       | Yorkshire gewinnt mit 21 Runs |   |                               |

### South Division
Tabelle
| South Division     | Sp. | S | N | NR | P  | NRR    |
| ------------------ | --- | - | - | -- | -- | ------ |
| Sussex Sharks      | 10  | 6 | 1 | 3  | 15 | +1.389 |
| Hampshire Royals   | 10  | 5 | 2 | 3  | 13 | +0.693 |
| Essex Eagles       | 10  | 5 | 4 | 1  | 11 | −0.032 |
| Kent Spitfires     | 10  | 4 | 5 | 1  | 9  | −0.465 |
| Middlesex Panthers | 10  | 3 | 7 | 0  | 6  | −0.210 |
| Surrey Lions       | 10  | 3 | 7 | 0  | 6  | −0.700 |

### Spiele
| 12. Juni Scorecard | Canterbury | Kent Spitfires | – | Sussex Sharks |
|                    |            | Spiel abgesagt |   |               |

| 13. Juni Scorecard | London | Surrey Lions 128-8 (20)    | – | Essex Eagles 111-9 (20) |
|                    |        | Surrey gewinnt mit 17 Runs |   |                         |

| 14. Juni Scorecard | London | Surrey Lions 149-4 (20)                 | – | Middlesex Panthers 99-8 (16) |
|                    |        | Surrey gewinnt mit 28 Runs (D/L method) |   |                              |

| 14. Juni Scorecard | Hove | Sussex Sharks  | – | Hampshire Royals |
|                    |      | Spiel abgesagt |   |                  |

| 17. Juni Scorecard | London | Surrey Lions 116-7 (20)    | – | Kent Spitfires 120-2 (16.2) |
|                    |        | Kent gewinnt mit 8 Wickets |   |                             |

| 17. Juni Scorecard | London | Sussex Sharks 143-8 (20)   | – | Middlesex Panthers 132-8 (20) |
|                    |        | Sussex gewinnt mit 11 Runs |   |                               |

| 18. Juni Scorecard | Southampton | Hampshire Royals 157-6 (20)     | – | Middlesex Panthers 161-4 (19.2) |
|                    |             | Middlesex gewinnt mit 6 Wickets |   |                                 |

| 20. Juni Scorecard | Chelmsford | Essex Eagles 158-6 (20)  | – | Kent Spitfires 155 (20) |
|                    |            | Essex gewinnt mit 3 Runs |   |                         |

| 21. Juni Scorecard | London | Essex Eagles 155-6 (20)  | – | Middlesex Panthers 149-9 (20) |
|                    |        | Essex gewinnt mit 6 Runs |   |                               |

| 22. Juni Scorecard | Chelmsford | Surrey Lions 144-9 (20)     | – | Essex Eagles 145-7 (20) |
|                    |            | Essex gewinnt mit 3 Wickets |   |                         |

| 22. Juni Scorecard | Southampton | Kent Spitfires 151-5 (20) | – | Hampshire Royals 148-6 (20) |
|                    |             | Kent gewinnt mit 3 Runs   |   |                             |

| 22. Juni Scorecard | Hove | Sussex Sharks 161-4 (20)   | – | Middlesex Panthers 140-6 (20) |
|                    |      | Sussex gewinnt mit 21 Runs |   |                               |

| 24. Juni Scorecard | Hove | Sussex Sharks 209-6 (20)   | – | Essex Eagles 190 (20) |
|                    |      | Sussex gewinnt mit 19 Runs |   |                       |

| 24. Juni Scorecard | Canterbury | Kent Spitfires 135-6 (20)       | – | Hampshire Royals 138-4 (18.2) |
|                    |            | Hampshire gewinnt mit 6 Wickets |   |                               |

| 26. Juni Scorecard | Canterbury | Middlesex Panthers 207-2 (20) | – | Kent Spitfires 159-7 (20) |
|                    |            | Middlesex gewinnt mit 48 Runs |   |                           |

| 27. Juni Scorecard | London | Middlesex Panthers 156-2 (20)   | – | Hampshire Royals 160-6 (19.2) |
|                    |        | Hampshire gewinnt mit 4 Wickets |   |                               |

| 28. Juni Scorecard | Chelmsford | Essex Eagles 177-4 (20)      | – | Sussex Sharks 181-6 (19.5) |
|                    |            | Sussex gewinnt mit 4 Wickets |   |                            |

| 29. Juni Scorecard | Chelmsford | Essex Eagles 176-4 (20)         | – | Hampshire Royals 177-4 (18) |
|                    |            | Hampshire gewinnt mit 6 Wickets |   |                             |

| 29. Juni Scorecard | Hove | Sussex Sharks 212-6 (20)   | – | Kent Spitfires 129 (19.4) |
|                    |      | Sussex gewinnt mit 83 Runs |   |                           |

| 30. Juni Scorecard | Southampton | Surrey Lions 94-6 (20)          | – | Hampshire Royals 95-3 (15.3) |
|                    |             | Hampshire gewinnt mit 7 Wickets |   |                              |

| 2. Juli Scorecard | London | Surrey Lions 84-4 (10)                     | – | Hampshire Royals 63-0 (5.4) |
|                   |        | Hampshire gewinnt mit 19 Runs (D/L method) |   |                             |

| 3. Juli Scorecard | London | Surrey Lions 106-6 (16.2)    | – | Sussex Sharks 110-4 (11.4) |
|                   |        | Sussex gewinnt mit 6 Wickets |   |                            |

| 5. Juli Scorecard | Chelmsford | Middlesex Panthers 109 (19.5) | – | Essex Eagles 110-8 (17.4) |
|                   |            | Essex gewinnt mit 2 Wickets   |   |                           |

| 5. Juli Scorecard | London | Kent Spitfires 136-8 (20) | – | Surrey Lions 88 (17.3) |
|                   |        | Kent gewinnt mit 48 Runs  |   |                        |

| 6. Juli Scorecard | Southampton | Sussex Eagles 203-5 (17.4) | – | Hampshire Royals |
|                   |             | No Result                  |   |                  |

| 6. Juli Scorecard | Canterbury | Essex Eagles 149-5 (20)   | – | Kent Spitfires 126-9 (20) |
|                   |            | Essex gewinnt mit 23 Runs |   |                           |

| 6. Juli Scorecard | London | Surrey Lions 154-4 (20)        | – | Middlesex Panthers 157-9 (19.5) |
|                   |        | Middlesex gewinnt mit 1 Wicket |   |                                 |

| 8. Juli Scorecard | Southampton | Hampshire Royals | – | Essex Eagles |
|                   |             | Spiel abgesagt   |   |              |

| 8. Juli Scorecard | London | Middlesex Panthers 124-9 (20) | – | Kent Spitfires 125-7 (19) |
|                   |        | Kent gewinnt mit 3 Wickets    |   |                           |

| 8. Juli Scorecard | Hove | Sussex Sharks 104-0 (9)                   | – | Surrey Lions 64-3 (4.4) |
|                   |      | Surrey gewinnt mit 7 Wickets (D/L method) |   |                         |

## Playoffs

### Viertelfinale
| 24. Juli Scorecard | Taunton | Somerset 175-6 (20)          | – | Essex Eagles 148 (18.3) |
|                    |         | Somerset gewinnt mit 27 Runs |   |                         |

| 24. Juli Scorecard | Hove | Sussex Sharks 230-4 (20)   | – | Gloucestershire Gladiators 191-8 (20) |
|                    |      | Sussex gewinnt mit 39 Runs |   |                                       |

| 25. Juli Scorecard | Leeds | Yorkshire Carnegie 212-5 (20) | – | Worcester Royals 183-6 (20) |
|                    |       | Yorkshire gewinnt mit 29 Runs |   |                             |

| 25. Juli Scorecard | Nottingham | Nottinghamshire Outlaws 178-7 (20) | – | Hampshire Royals 182-6 (20) |
|                    |            | Hampshire gewinnt mit 4 Wickets    |   |                             |

### Halbfinale
| 25. August Scorecard | Cardiff | Yorkshire Carnegie 172-6 (20) | – | Sussex Sharks 136-8 (20) |
|                      |         | Yorkshire gewinnt mit 36 Runs |   |                          |

| 25. August Scorecard | Cardiff | Somerset 125-6 (20)             | – | Hampshire Royals 126-4 (19) |
|                      |         | Hampshire gewinnt mit 6 Wickets |   |                             |

### Finale
| 25. August Scorecard | Cardiff | Hampshire Royals 150-6 (20)   | – | Yorkshire Carnegie 140-8 (20) |
|                      |         | Hampshire gewinnt mit 10 Runs |   |                               |

## Statistiken

### Runs
Die meisten Runs der Saison wurden von den folgenden Spielern erzielt:
| Spieler        | Mannschaft     | Innings | Runs | Average | HS | 100s | 50s |
| -------------- | -------------- | ------- | ---- | ------- | -- | ---- | --- |
| Phillip Hughes | Worcestershire | 8       | 402  | 100,50  | 87 | 0    | 4   |
| David Miller   | Yorkshire      | 11      | 390  | 48,75   | 74 | 0    | 4   |
| Chris Nash     | Sussex         | 10      | 319  | 39,87   | 80 | 0    | 3   |
| Steven Croft   | Lancashire     | 8       | 313  | 62,60   | 65 | 0    | 2   |
| Luke Wright    | Sussex         | 10      | 312  | 34,66   | 91 | 0    | 2   |

### Wickets
Die meisten Wickets der Saison wurden von den folgenden Spielern erzielt:
| Spieler             | Mannschaft | Overs | Wickets | Average | BBI  | 5W |
| ------------------- | ---------- | ----- | ------- | ------- | ---- | -- |
| Mitchell Starc      | Yorkshire  | 36.5  | 21      | 10,38   | 3/24 | 0  |
| Chris Liddle        | Sussex     | 27.4  | 17      | 11,94   | 5/17 | 1  |
| Reece Topley        | Essex      | 32.0  | 17      | 14,47   | 3/19 | 0  |
| Dimitri Mascarenhas | Hampshire  | 38.0  | 15      | 16,46   | 2/11 | 0  |
| Moin Ashraf         | Yorkshire  | 47.0  | 15      | 23,93   | 4/18 | 0  |
| Richard Pyrah       | Yorkshire  | 45.0  | 15      | 23,93   | 3/21 | 0  |